# Іваницька Ольга Михайлівна
Іваницька Ольга Михайлівна (нар. 18 листопада 1957 м. Київ)  — українська науковиця, економіст-кібернетик та фахівець у галузі державного управління.

## Біографія
Ольга Михайлівна Іваницька народилась 18 листопада 1957 року в м. Київ. Закінчила у 1979 р. Українську сільськогосподарську академію (Київ), у 1994 р. — Інститут державного управління та самоврядування при КМ України (Київ).
Є кандидатом економічних наук (1991) та доктором наук з державного управління (2007).
У 1979-1997 рр. працювала у Національному аграрному університеті.
У 1997-2005 рр. працювала у Національній академії державного управління при Президентові України.
У 2005–2008 рр. була завідувачкою кафедри банківської справи Державної академії статистики, обліку та аудиту при Держкомстаті України.
З 2009 р. — завідувач кафедри управління навчальним закладом, менеджменту та економіки освіти Інституту лідерства, освітнього законодавства і політики Київського міського педагогічного університету.
Галузі наукових досліджень: фінансова інфраструктура та державне регулювання її розвитку, фінансові ринки в Україні й за кордоном, економіка освіти.

## Праці
- Фінансові ринки: Навч. посіб. К., 1999; Сучасні кар'єрні системи і гендерне питання // Гендерні аспекти держ. служби. К., 2002;
- Державне регулювання розвитку фінансової інфраструктури. К., 2005;
- Глобальна фінансова інфраструктура та її інституції в системі національного державного управління // Держава та регіони: Зб. наук. пр. З., 2008. № 2.